# 鄒之易
鄒之易（1571年—？年），字爾時，號九一，湖廣黃州府黃岡縣人，明朝政治人物。

## 生平
萬曆三十四年（1606年）丙午科湖廣鄉試五十七名舉人，萬曆三十八年（1610年）庚戌科會試第二百四十四名，第三甲第二百三名進士。戶部觀政，授四川銅梁縣知縣，萬曆四十四年（1616年），陞兵部職方司主事，管山海關。

## 家族
曾祖鄒謙，監生；祖鄒本泗，壽官；父鄒邦卿；母雷氏。永感下。兄之巨（廩生）；之則，弟之孟；鄒人昌（同科進士）。子士禎；士祥；士祐。